# Олександрівський притулок (Сарата)
Олександрівський притулок — заклад милосердя, заснований у 1864 році в Сараті (тепер селище Білгород-Дністровського району, Одеська область), на історичних землях Бессарабії, під час панування Російської імперії. Будинок милосердя опікувався людьми похилого віку, хворими та інвалідами, а також дітьми-сиротами з числа бессарабської німецької діаспори. Назву отримав на честь правлячого на той час царя Олександра II.
Притулок заснували шість пасторів: Беккер з колонії Гофнунґсталь (ліквідовано у 1940 році, знаходилась на схід від сучасного селища Буджак), Моріц Георг Буш з Кльоcтіца, Готфрід Вільгельм Вокер з Альт-Ельфта, Георг Бенінг із Сарати, Герборд Юліус Бінеманн з Арциза та Рудольф Фалтін з Кишинева. Сестринська робота почалася в 1864 році в приватному будинку в Сараті і продовжилася в новому будинку, побудованому в 1867 році. Заклад фінансувався за рахунок церковних зборів, а також натуральних пожертвувань і продуктів харчування з німецьких сіл Бессарабії.
Вже в 1867 році хворих приймали в лікарняне відділення, яке в 1883 році було розширено за рахунок новозбудованої лікарні. У 1903 році був добудований дім пристарілих, а в 1926 році — будинок для сестер, які потребували відпочинку. За перші 70 років існування закладу було надано допомогу 1200 людям і близько 26 000 хворих. У 1936 році в будинку постійно проживало близько 120 вихованців. Під час переселення бессарабських німців у 1940 році хворих і доглядаючих переселили до Німеччини, тому робота закладу була припинена через війни. Після Другої світової війни бессарабський німецький пастор Альберт Керн продовжував піклуватися про своїх співвітчизників у порожньому церковному будинку в Гросерлаху.